# Grand-Béréby
Grand-Béréby è una città, sottoprefettura e comune della Costa d'Avorio, situata nella regione di San-Pédro. Conta una popolazione di 98 686 abitanti (censimento 2014).